# Acronicta pulverosa
Acronicta pulverosa là một loài bướm đêm trong họ Noctuidae.